# Chesaw
Chesaw az Amerikai Egyesült Államok északnyugati részén, Washington állam Okanogan megyéjében elhelyezkedő kísértetváros.
Chesaw postahivatala 1898 és 1987 között működött. A Chee Saw kínai telepesről elnevezett település 1896 és 1900 között, az aranyláz idején virágzott. Ma a függetlenség napjához kapcsolódóan évente rodeót rendeznek itt.

## Fordítás
Ez a szócikk részben vagy egészben  a   Chesaw, Washington című angol Wikipédia-szócikk ezen változatának fordításán alapul.  Az eredeti cikk szerkesztőit annak laptörténete sorolja fel. Ez a jelzés csupán a megfogalmazás eredetét és a szerzői jogokat jelzi, nem szolgál a cikkben szereplő információk forrásmegjelöléseként.